# Шевченково (Сумский район)
Шевченково (укр. Шевченкове) — село,
Стецковский сельский совет,
Сумский район,
Сумская область,
Украина.
Код КОАТУУ — 5924787107. Население по переписи 2001 года составляло 132 человека.

## Географическое положение
Село Шевченково находится на расстоянии до 1 км от сёл Кардашовка, Трофименково (Сумский городской совет) и 
Верхнее Песчаное (Сумский городской совет).
Рядом проходит автомобильная дорога Н-07.

## Название
В 1920-х — начале 1930-х годов в области прошла «волна» переименований значительной части населённых пунктов, в «революционные» названия — в честь Октябрьской революции, пролетариата, сов. власти, Кр. армии, социализма, Сов. Украины, деятелей «демократического и революционного движения» (Т. Шевченко, Г. Петровского) и новых праздников (1 мая и других) Это приводило к путанице, так как рядом могли оказаться сёла с одинаковыми новыми названиями — например, Первое, Второе и просто Шевченково.